# Rhododendron kroniae
Rhododendron kroniae är en ljungväxtart som beskrevs av Lyndley Alan Craven. Rhododendron kroniae ingår i släktet rododendron, och familjen ljungväxter. Inga underarter finns listade i Catalogue of Life.